# Bezpečnostní pás

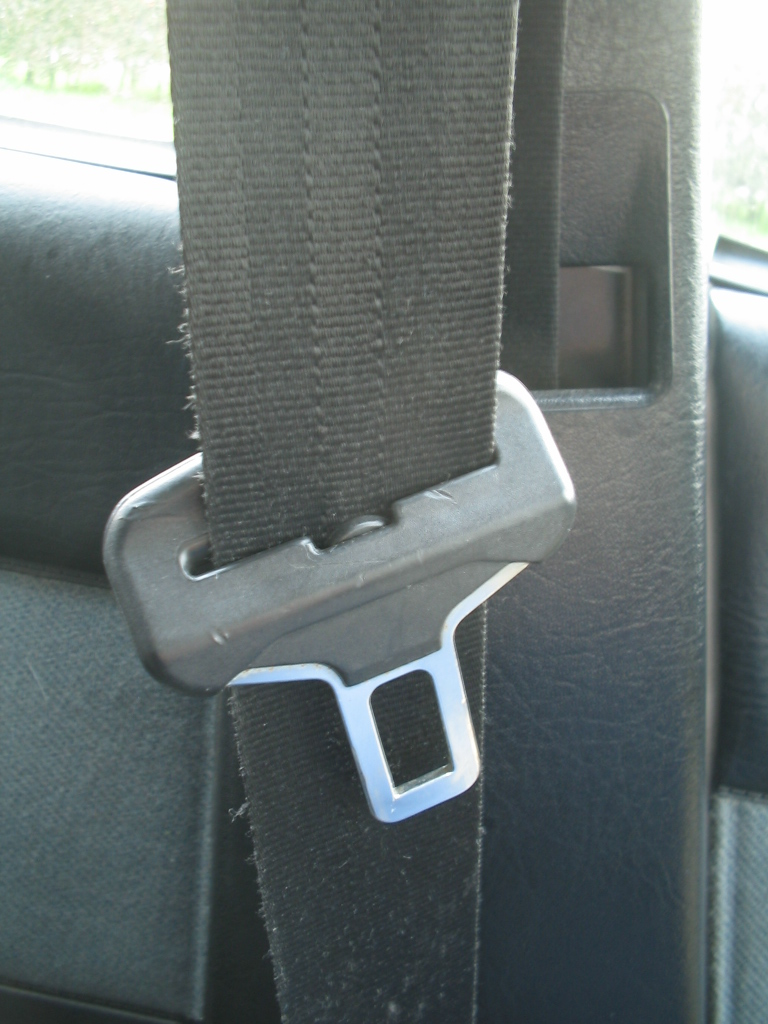
Detail pásu

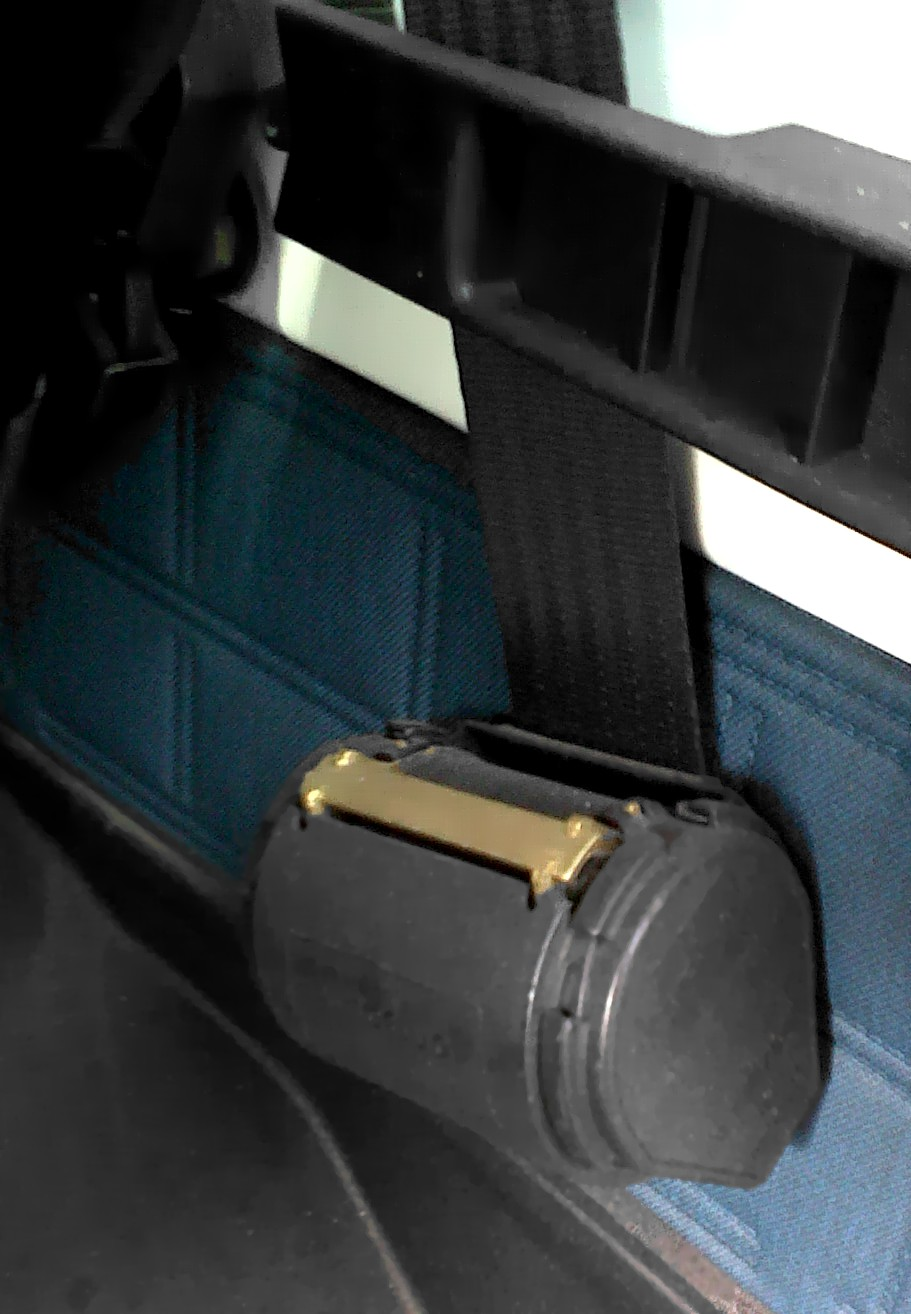
Cívka samonavíjecího pásu

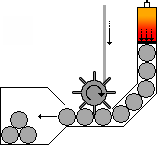
Příklad principu pyrotechnického napínače pásu

Bezpečnostní pás je zařízení používané v dopravních prostředcích pro zvýšení bezpečnosti pasažérů a pro snížení následků případné nehody. Pomocí něho je pasažér připoután k sedadlu. Společně s dětskou autosedačkou (resp. „dětským zádržným systémem“) patří mezi zádržné bezpečnostní systémy.
Podle zákona 361/2000 Sb. O provozu na pozemních komunikacích je jeho používání až na několik málo výjimek povinné, za porušení této povinnosti hrozí v bodovém systému ztráta 2 bodů. V Česku musí být pásy vybaveny i dálkové autobusy vyrobené po roce 2004 a cestující v těchto autobusech jsou povinni se poutat.
Pásy se obvykle rozdělují na typy podle počtu bodů, jimiž je pasažér připoután (spojen s autem), na 2bodové až 7bodové, druhů pásu však existuje podstatně víc, můžeme je dále dělit na samonavíjecí (jiné už dnes v nabídce asi ani nenajdeme), s automatickým napínačem dále snižujícím riziko poranění v případě nehody atd. V autech se běžně používají 3bodové a 2bodové (břišní) pásy.

## Historie
Jako pravděpodobně první přišel s myšlenkou bezpečnostního pásu už v 19. století všestranný vědec a vynálezce George Cayley (1773 – 1857). V roce 1913 byl bezpečnostní pás poprvé použit v letectví, všeobecně se zde rozšířil ve 30. letech.
Už v roce 1903 vynalezl Louis Renault 5bodový bezpečnostní pás, z kterého automobilka Volvo vyvinula pás 3bodový. V minulosti byly činěny pokusy pás integrovat do konstrukce dveří a sedačky, čímž byl po usednutí a zavření dveří cestující automaticky připoután aniž to záleželo na jeho vůli, ale v sériových vozech šlo pouze o raritu. Dnešní vozy se spokojí s čidlem ve sponě, které po rozjezdu vozu aktivuje při nezapnutí zvukový a optický signál.
V roce 1948 byl bezpečnostní pás ve výbavě modelu Tucker Sedan.
V roce 1956 zdokonalili bezpečnostní pás bratři Kenneth Ligon a Bob Ligon pro účely používání v autech (patent použila automobilka Ford). V roce 1959 zahrnula bezpečnostní pásy do standardní výbavy automobilka Volvo. První země, která určila bezpečnostní pás za povinnou součást výbavy automobilů byla Austrálie.
V Česku (resp. tehdejším Československu) byla vyhláškou č. 80/1966 Sb. (§ 3 odst. 5) s účinností od 1. ledna 1967 zavedena povinnost používat bezpečnostní pásy na předních sedadlech aut vybavených povinně bezpečnostními pásy při jízdách mimo obec. Kuriozitou bylo, že vyhláška č. 139/1968 Sb. sice nařizovala povinnost vybavovat vozidla bezpečnostními pásy, ale automobily Moskvič a Volha z ní výnosem Ministerstva dopravy č.j. 18-18/69 SMD z 29. 12. 1969 dostaly zpětnou výjimku k 1. 1. 1969, neboť neměly kotevní úchyty pro pásy a ty tedy nebylo kam namontovat. Vyhláškou č. 100/1975 Sb. byla s účinností od 1. ledna 1976 tato povinnost rozšířena na všechna sedadla povinně vybavená bezpečnostními pásy (ne všechna sedadla byla povinně vybavena pásy), od 1. ledna 1990 (vyhláška č. 99/1989 Sb.) musí být pásy používány i v obcích. Odpovědnost za upoutání spolucestujících přešla i v případě osobních vozů z řidiče na jednotlivé cestující.
Při povinném zavádění pásů se ve veřejnosti často vyskytovaly obavy, že pásy jsou nebezpečné, protože mohou ztížit opuštění auta po nehodě, tyto obavy se však nikdy nepotvrdily. Přesto se doporučuje vozit s sebou pro případ potřeby vyproštění osob ostrý nůž či speciální řezák na pásy.

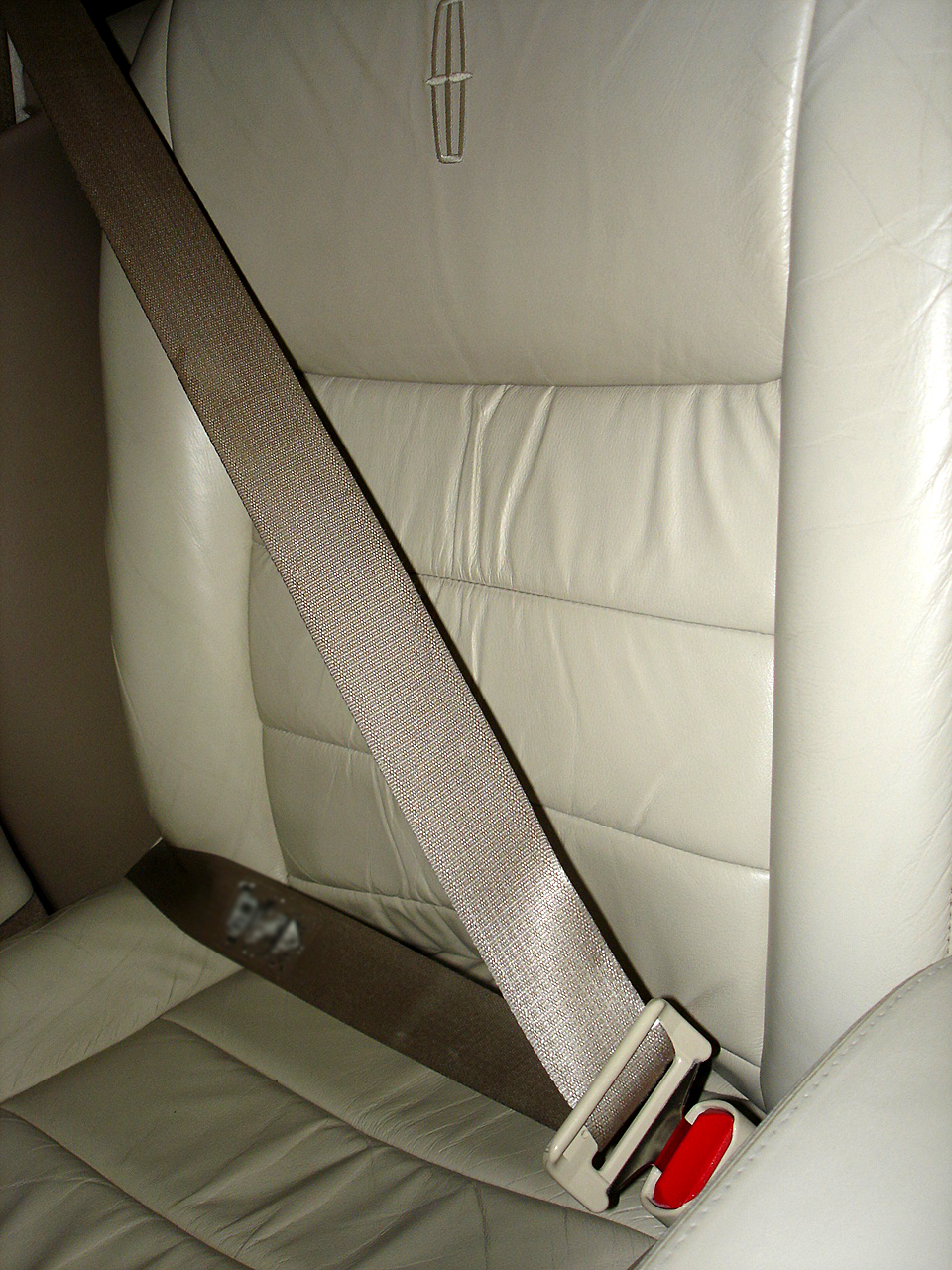
3bodový pás s celou sedačkou

## Bezpečnostní význam pásů

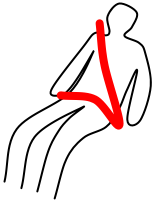
3bodový bezpečnostní pás schematicky

Z hlediska bezpečnosti jsou pásy nejúčinnější do rychlosti 50 km/h a v kombinaci s airbagem. Airbagy použité bez bezpečnostních pásů fungují podstatně hůř a mohou následky nehody dokonce zvýšit. (Větší, tzv. "Full Size Airbag" nahrazující pásy použitý v zámoří se v Evropě nepoužívá, naopak evropský airbag je navržen pro součinnost s pásy.)
Účinnost pásů snižuje, pokud jsou nepřipoutaní spolucestující na zadních sedadlech - mohou být totiž při nehodě vymrštěni a zranit osoby na předních sedadlech.
Podle organizace BESIP zvyšuje nepoužívání pásů riziko smrti při nehodě na předním sedadle 6krát, v obci dokonce 8krát (u řidičů je to dokonce 14krát mimo obec, 12,8krát v obci). Pasažéři na zadních sedalech podle téhož zdroje umírají 3,9x častěji než připoutaní, v obci 4,2x.
Podle jiných studií by dopravní nehody mohlo přežit 2/3 lidí, pokud by měli bezpečnostní pás zapnutý.
Řada těhotných žen nepoužívá pásy z obavy, že by mohly poškodit plod při nehodě  a protože jsou jim nepohodlné, gynekolog Jiří Kepák však tvrdí, že existují „zjevné důkazy“, že používání pásů v těhotenství je zcela bezpečné a výrazně i u těhotných žen snižuje riziko smrti či poranění ženy samotné i plodu.